# Mantispa schoutedeni
Mantispa schoutedeni är en insektsart som först beskrevs av Navás 1929.  Mantispa schoutedeni ingår i släktet Mantispa och familjen fångsländor. Inga underarter finns listade i Catalogue of Life.